# Astrophytum caput-medusae
Espèce
Statut de conservation UICN

 CR B1ab(iii,v) : 
En danger critique
Astrophytum caput-medusae est une espèce du genre Astrophytum et de la famille des Cactaceae. Elle provient du Mexique (État de Nuevo Leòn).

## Description
Astrophytum caput-medusea est une plante solitaire d'une taille de 15 à 20 cm de haut. Son épiderme est floconneux, caractéristique des Astrophytum. Elle a un tubercule. Sa racine est pivotante.
Les fleurs sont jaune à gorge rouge et très semblables à celles des autres Astrophytum, elles peuvent atteindre 5 cm de diamètre.
Les fruits petits et ovoïdes, contiennent des graines noires de 2-3 mm.

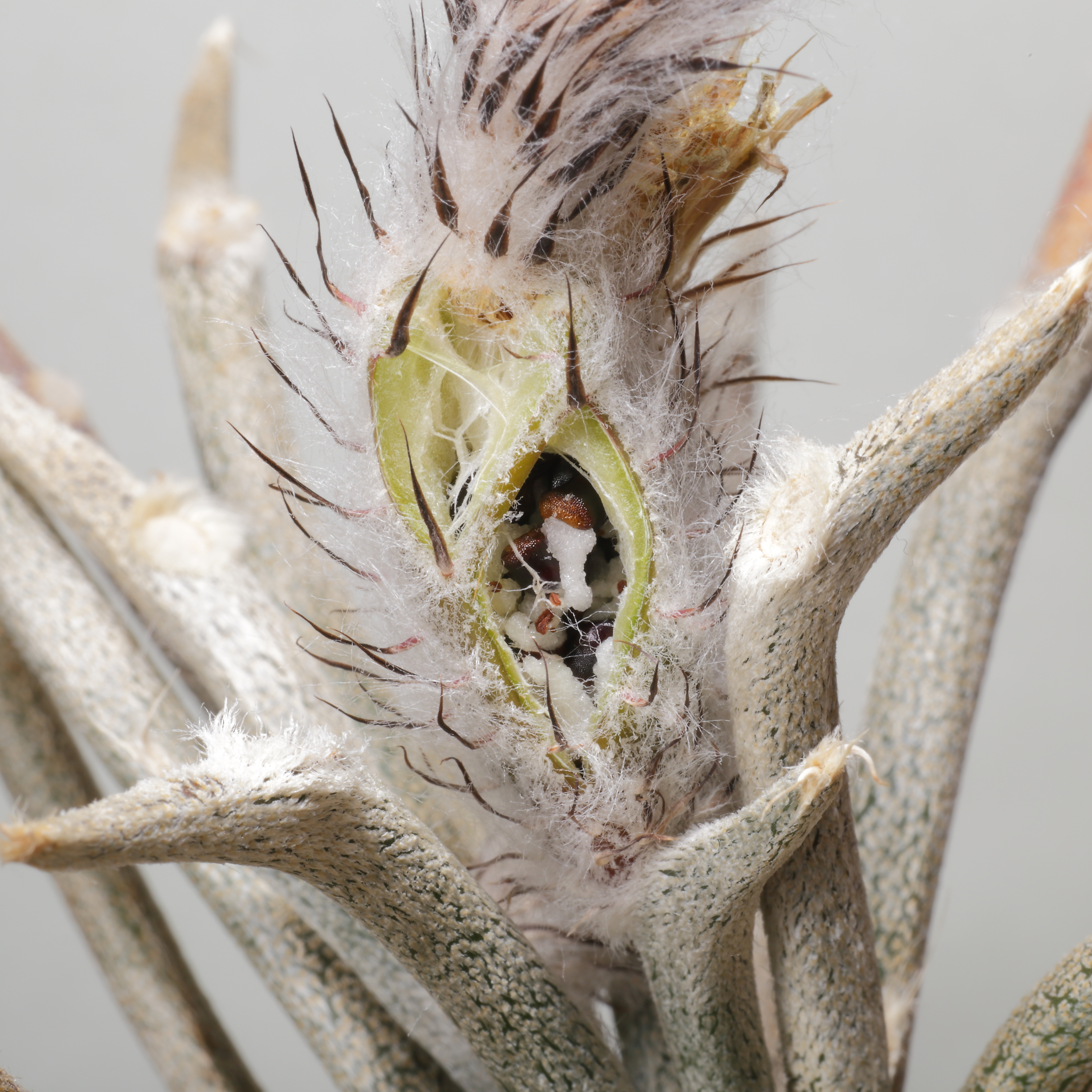
Fruit
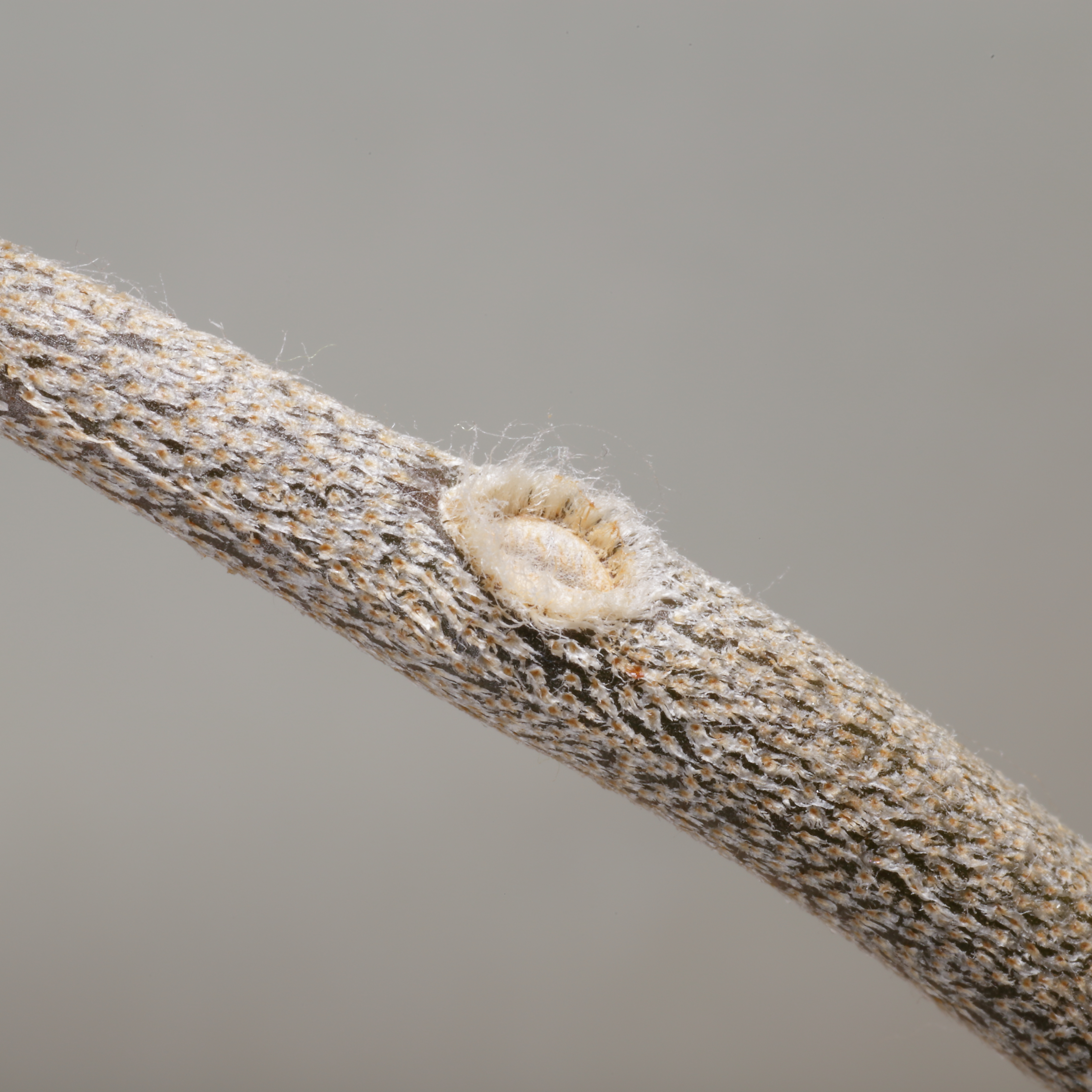
Aréole